# Hemimastigophora
Hemimastigophora ist eine Gruppe von Lebewesenarten, die zu den Eukaryoten (Eukaryota) gehört. Sie wurde 1988 von Ilse Foissner und Wilhelm Foissner, beide Universität Salzburg, etabliert.
Die einzige bekannte Familie Spironematellidae (Ordnung Hemimastigida) zählt vier Gattungen mit zehn Arten. Hemimastix kukwesjijk wurde 2018 erstbeschrieben.